# Dudo (Laurenburg)
Dudo von Laurenburg († vor 1124) war wahrscheinlich Graf von Laurenburg und gilt als eigentlicher Stammvater des Hauses Nassau.

## Leben

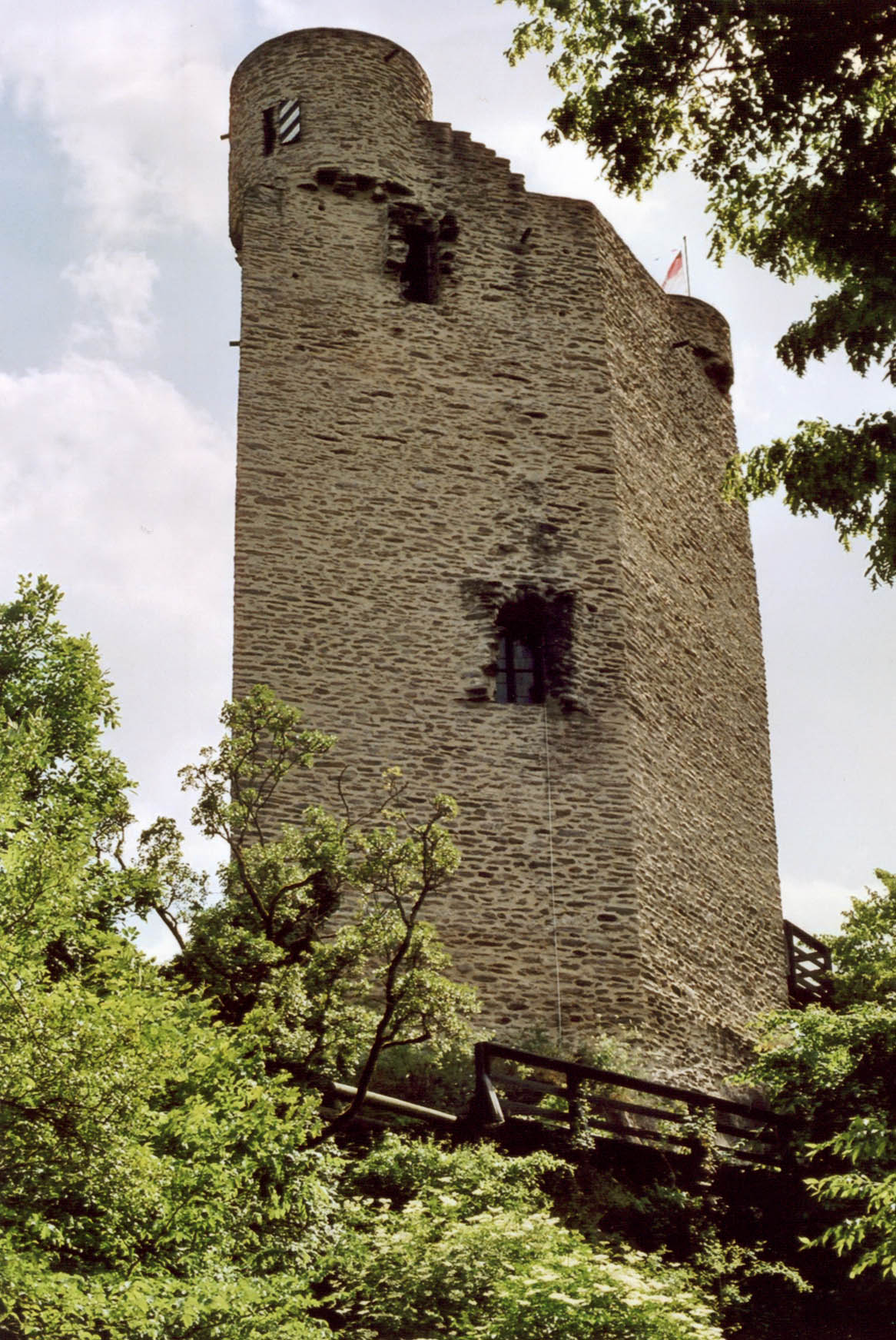
Die Burg Laurenburg

Dudo war wahrscheinlich ein Sohn von Ruprecht von Laurenburg, dem erzbischöflichen Vogt im Siegerland. Vermutlich sind sie die Nachfahren der Herren von Lipporn, die bereits 881 in einer Urkunde der Abtei Prüm als Besitzer von Teilen des Lipporn-Laurenburger Erbes genannt sind. Um 950 erhalten die Herren von Lipporn von Herzog Herrmann von Schwaben die Esterau, 991 wird ein Drutwin als Graf des Königssondergau östlich von Wiesbaden genannt.
Dudo wird zwischen 1093 und 1117 als Tuto de Lurinburg erwähnt. In einer Urkunde von 1134 (nach seinem Tod) wird er als Graf von Laurenburg erwähnt. Er erbaute um 1090 die Burg Laurenburg. Er gründete das Kloster in Lipporn. Vom Bistum Worms nahm er das Gebiet um Nassau a. d. Lahn zu Lehen, wo er und seine Söhne später die Burg Nassau als Stammburg des Hauses Nassau errichteten. Dudo wurde 1117 als Vogt im Siegerland genannt. Von den Erzbischöfen von Mainz nahm er um 1122 die Herrschaft Idstein zu Lehen.

## Nachkommen
Dudo heiratete die vierte der sieben Töchter des Grafen Ludwig I. von Arnstein, möglicherweise hieß sie Irmgardis oder Demudis. Mit ihr hatte er die Kinder:
1. Ruprecht I. († vor 13. Mai 1154), erwähnt als Graf von Laurenburg 1124–1152.
2. Arnold I. († vor 1154), erwähnt als Graf von Laurenburg 1124–1148.
3. Demudis, ⚭ Emich Graf von Diez († nach 1133).